# Dongnan

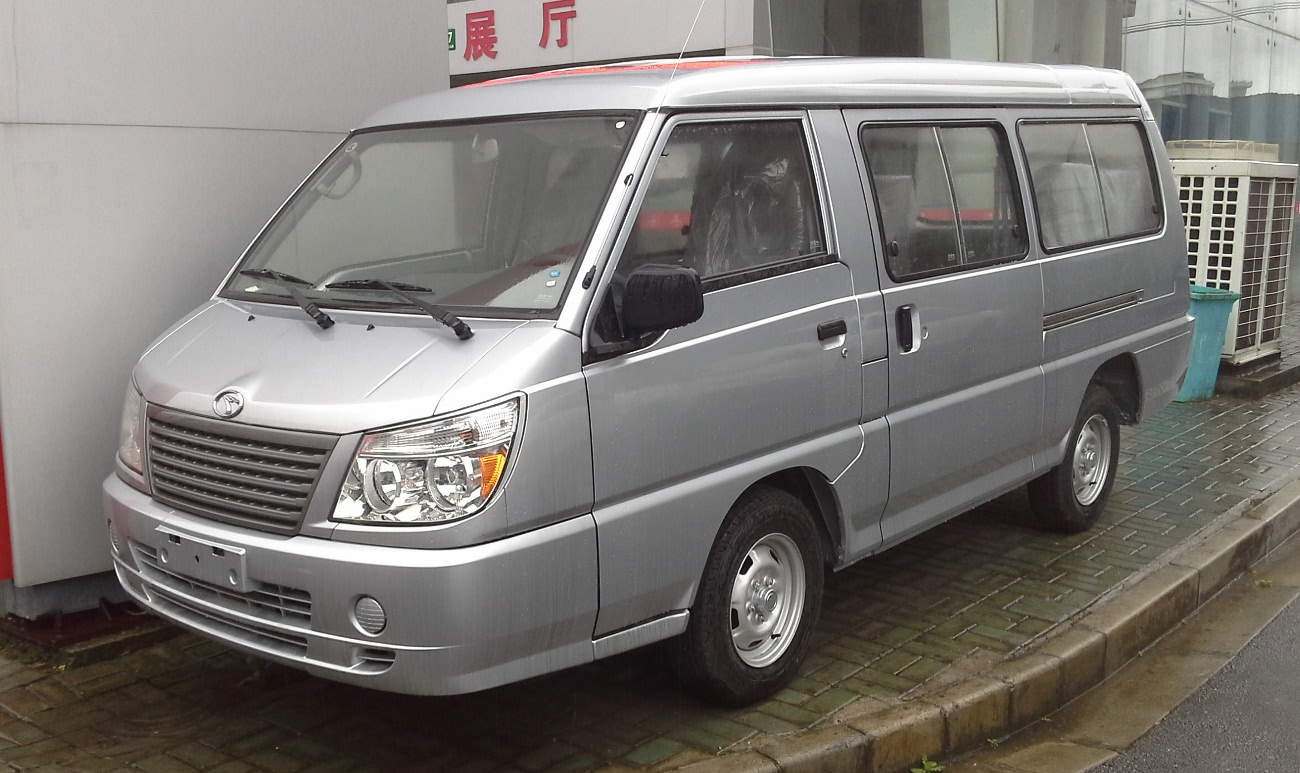
Soueast Delica

Soueast (vroeger Dongnan) is een 1996 50/50 % joint venture tussen de Fujian Motor Industry Group en de China Motor Corporation (Mitsubishi Motors Corporation) uit Taiwan.  De fabriek staat in Fuzhou, Fujian, China.  

## Modellen
- Dongnan Delica
- Dongnan Freeca (Landio)(Estate) - DN 6440, DN 6441, DN 6442, DN 6444, DN 6445 FREECA (Mitsubishi Freeca), gemaakt in Fuzhou, Fujian
- Dongnan Soveran -  DN 6470, gemaakt in Fuzhou, Fujian
- Dongnan Lioncel -  DN 7160, DN 7161 LIONCEL, (Mitsubishi Lancer) gemaakt in Fuzhou, Fujian